# Université Ibn-Tofaïl
L'université Ibn-Tofaïl (ou UIT, en arabe : جامعة ابن طفيل, en berbère : ⵜⴰⵙⴷⴰⵡⵉⵜ ⵏ ⵉⴱⵏ ⵟⵓⴼⴰⵢⵍ) est une université publique marocaine située à Kénitra. Elle a plus de 85 000 étudiants, 620 enseignants et 11 établissements.
Elle est classée 94e dans le classement régional 2016 des universités arabes (U.S.News & World Report).

## Historique
Le nom de l'université a été donné en l'honneur du philosophe andalou, astronome, médecin, mathématicien, mutazile et mystique soufi, Ibn Tofaïl.

## Enseignement
L'université compte plusieurs filières et établissements attachés, dont certains étaient déjà existants avant sa création et qui y ont été rattachés par la suite :
- Faculté des sciences (ou FSK) ; inaugurée en 1985
- Faculté des lettres et sciences humaines (ou FLSHK) ; inaugurée en 1985
- Faculté des sciences économiques, juridiques et sociales (ou FSEJSK) ; inaugurée en 2004
- École nationale de commerce et de gestion de Kénitra (ou ENCGK); inaugurée en 2005
- École nationale des sciences appliquées de Kénitra (ou ENSAK); inaugurée en 2008
- École supérieure de l’éducation et de la formation (ou ESEFK) inaugurée en 2018
- École supérieure de technologie de Kénitra (ou ESTK); inaugurée en 2018
- École nationale supérieure de chimie (ou ENSCK); inaugurée en 2019

## Partenaires
- Université de Pise, Italie
- Université du droit et de la santé Lille II
- Université du Littoral Côte d'Opale, France
- Université de l'Algarve, Portugal
- Centre international d'études pédagogiques, Sèvres, France
- Université Sorbonne Nouvelle – Paris 3, France
- Université de Naples - Frédéric-II, Italie
- Institut polytechnique de Grenoble, France
- CNRST, Portugal
- Université Pierre-et-Marie-Curie, France
- Centre de physique moléculaire optique et hertzienne, France
- Ciencias de la Construccion Eduardo Torroja, Madrid, Espagne
- Université Franche-Comté Besançon, France
- Université de Liège, Belgique
- Université d'Artois, France
- Université d'Angers, France

## Campus
Le campus de l'université s'étend sur 87 hectares.

La résidence universitaire Maamora peut héberger environ 2 000 étudiants.

## Résidences étudiantes
- Cité universitaire saknia (inaugurée en 1989)
- Campus Maâmora, offert par le groupe Ynna Holding de Miloud Chaâbi (inauguré en 2005)
- Résidences universitaires Al Massira (inaugurée en 2017)